# Сорок правил любви
«Сорок правил любви» (тур. Aşk) — роман турецкой писательницы Элиф Шафак. На создание этой книги повлияло образование автора в области гендерной идентичности. Роман вышел в марте 2009 года. В нём повествуется о Мавлане Джалаладдине, известном как Руми, и его собрате Шамсе Тебризи. И о том, как благодаря любви Шамс обратил учёного в суфия (мистика). Более 750 000 экземпляров «Сорока правил любви» было продано в Турции и Франции.

## Сюжет
Сюжет «Сорока правил любви» представляет собой роман в романе, где развиваются две параллельные истории из двух очень разных культур и разделённые семью веками. Повествование начинается с того, что домохозяйка Элла берётся за рецензию рукописи под названием «Сладостное богохульство», в которой рассказывается о поэте XIII века Руми и его духовном наставнике Шамсе. «Сорок правил любви» Шамса раскрываются в книге постепенно через разные интервалы.  Структура романа соответствует концепции пяти элементов. Части, на которые он делится, носят названия: «Земля», «Вода», «Ветер», «Огонь» и «Пустота», и раскрывают историю в соответствии с природой каждого из этих пяти элементов.

### Буква «б»
Все главы рукописи начинается с буквы «б». Это объясняется тем, что ключ к пониманию Корана заключен в первой его суре Аль-Фатиха, а его дух содержится во фразе «во имя Аллаха, Милостивого, Милосердного» (бисмилляхи-р-рахмани-р-рахим). Под первой арабской буквой в слове «Бисмиллях» находится точка, символизирующая согласно суфийским представлениям Вселенную.

## Приём
Роман «Сорок правил любви» был удостоен Приза ALEF* и упоминания в Spéciale Littératur Etrangére. Он также был номинирован на международную Дублинскую литературную премию IMPAC 2012 года. 5 ноября 2019 года BBC News включила «Сорок правил любви» в свой список 100 самых влиятельных романов, в котором он был отнесён к категории «Любовь, секс и романтика — февраль», романов, сформировавших наш мир.